# GOMS
GOMS (kurz für goals, operators, methods and selection rules, zu Deutsch: Ziele, Operatoren, Methoden und Selektionsregeln) ist eine Möglichkeit, die Mensch-Computer-Interaktion zu betrachten. Das Konzept wurde 1983 von Stuart K. Card, Thomas P. Moran und Allen Newell entwickelt und mit ihrem Buch Human Computer Interaction veröffentlicht. GOMS ermöglicht es, ganze Familien von Entwicklungsmodellen abzudecken.

## Übersicht
GOMS zerlegt die Benutzerinteraktion mit einem Computer in elementare Aktionen. Diese Aktionen können physisch, kognitiv oder wahrnehmend sein. Mittels der elementaren Aktionen als Bezugssystem können Benutzerschnittstellen untersucht werden. Durch verschiedene Varianten von GOMS lassen sich auch verschiedene Aspekte einer Nutzerschnittstelle genau untersuchen.
Bei allen Varianten wird nach dem gleichen System vorgegangen.
- Goals sind die Ziele des Benutzers und meist in kleinere Aktionen zerlegbar.
- Operators sind die Aktionen, die der Benutzer tätigen darf, sie werden durch die Software festgelegt.
- Methods sind Ketten von Etappenzielen und Operatoren, die zusammen zum Erreichen des Ziels führen können.
- Selection Rules werden vom Benutzer eingesetzt, um zu entscheiden, in welcher Situation welche Methode zur Anwendung kommt.

Die Selektionsregeln werden bei der typischen GOMS-Analyse oft ignoriert. Außerdem ist die Definition der einzelnen Entitäten für den anwendenden Designer oder Analytiker oft subjektiv. Zum Beispiel kann der Operator einer Person für die andere Person ein Ziel darstellen. Weiterhin wird der Grad der Granularität danach ausgerichtet, was untersucht werden soll.

## Variationen
Das einfache und ursprüngliche GOMS, eingeführt von Card, Moran und Newell, wird nun als CMN-GOMS referenziert. Keystroke Level Modeling (KLM) ist eine daraus folgende GOMS-Technik und wurde bereits 1980 in einem Artikel vorab vorgestellt, sowie auch 1983 nochmals ausführlich erläutert. Diese Technik beinhaltet einige vereinfachte Annahmen, die daraus einfach eine beschränkte GOMS-Version machen. Die dritte Variante von GOMS ist die Natural GOMS Language. Diese Technik ist eine sehr restriktive, aber auch sehr naturgemäße Sprache, um ein GOMS-Model aufzubauen. Die letzte GOMS-Variante ist CPM-GOMS. Diese Technik basiert darauf, die menschlichen Fähigkeiten und Kognitivprozesse abzubilden. Der Vorteil von CPM-GOMS ist, dass er es erlaubt, die parallele Informationsverarbeitung durch den Benutzer zu modellieren. Außerdem ist es die am schwersten zu implementierende GOMS-Technik.

## Erfolge von GOMS
Eine erfolgreiche Implementation von CPM-GOMS wurde im Project Ernestine der New England Telephone umgesetzt. Es wurde eine neue ergonomische Arbeitsumgebung mit der alten Arbeitsumgebung im Punkt Leistung des Telefonoperators verglichen. CPM-GOMS-Analysen hatten eine Verschlechterung der Produktivität um 3 % vorausgesagt. Nach einer vier Monate andauernden Versuchsphase und 78.240 untersuchten Telefonanrufen wurde eine tatsächliche Verschlechterung von 4 % bei der neuen Arbeitsumgebung festgestellt. Auch wenn die neue Arbeitsumgebung weniger Tastendrücke benötigte als die alte, wurde durch die Versuche nicht klar, warum eine Verschlechterung der Produktivität eintrat. Allerdings konnte die CPM-GOMS-Analyse zeigen, dass die neue Arbeitsumgebung die Zeit zwischen den Anrufen nicht nutzte. Das CPM-GOMS gab nicht nur einen näheren Hinweis auf das Problem, es konnte auch nähere Informationen über die Situation liefern.
Konkrete Untersuchungen zeigen, dass die von GOMS vorhergesagten Bearbeitungszeiten recht gut mit real gemessenen Zeiten übereinstimmen.

## Schwächen von GOMS
Alle GOMS-Techniken können nützliche Informationen liefern, allerdings haben sie auch einige Nachteile. Keine dieser Techniken berücksichtigt die Unberechenbarkeit des Nutzers, wie das Verhalten bei Ermüdung, durch das soziale Umfeld oder organisatorische Faktoren. Die Techniken sind sehr spezifisch bei den grundlegenden Bewegungsoperatoren, aber weniger genau bei den grundlegenden kognitiven Aktionen. Es ist ein Faktum, dass einige Ausrutscher bei der Entwicklung von Systemen nicht vermieden werden können, aber keines der GOMS erlaubt das Modellieren von Fehlern (einige spezielle Fehlersituationen sind über Erweiterungen von GOMS aber darstellbar, z. B. existiert eine Modellierung, die bei Keyboard-Navigation in Web-Seiten die Wahrscheinlichkeit eines zufälligen Verlusts des Fokus durch Fehler des Benutzers berücksichtigt). Außerdem arbeiten die Modelle unter der Annahme, dass ein Nutzer zu jedem Zeitpunkt weiß, was er zu tun hat. Das ist nur auf professionelle Nutzer anwendbar, unerfahrene Nutzer werden nicht berücksichtigt.
Einige neuere spezielle GOMS Modelle erlauben es aber, auch die Interaktion behinderter Benutzer zu beschreiben.
Die Funktionalität eines Systems wird nicht berücksichtigt, einzig die Nutzbarkeit. Würde die Funktionalität berücksichtigt, könnten durch eine Auswertung Empfehlungen ausgesprochen werden, welche Aktionen durch das System ausgeführt werden sollten (zum Beispiel ein Mausklick). Die Persönlichkeit oder die Gewohnheiten des Nutzers werden ebenfalls durch kein Modell berücksichtigt. Alle Benutzer werden als exakt gleich angesehen. KLM ausgenommen, setzten alle Techniken voraus, dass der Bewertende ein tiefgehendes Verständnis der theoretischen Grundlagen der GOMS-Modelle hat, etwa Cognitive Complexity Theory oder Mensch-Computer-Interaktion. Das beschränkt den effektiven Nutzen von GOMS auf große Unternehmen, die sich entsprechende Experten leisten können.

## Software
Einige Werkzeuge zum Erzeugen und Bewerten von GOMS-Modellen:
- GOMSED[9]
- QGoms (Quick-Goms)
- CogTool,[10] KLM-basiertes Modellierungswerkzeug